# Ģirts Valdis Kristovskis
Ģirts Valdis Kristovskis (ur. 19 lutego 1962 w Windawie) – łotewski inżynier i polityk. Minister spraw wewnętrznych, obrony narodowej i spraw zagranicznych. Deputowany do Parlamentu Europejskiego i Saeimy, przewodniczący Związku Obywatelskiego i współprzewodniczący Jedności.

## Życiorys
W 1984 ukończył Ryski Instytut Politechniczny ze specjalnością inżyniera budownictwa, po czym pracował jako inżynier–konstruktor. W 1998 uzyskał magisterium z zakresu prawa na Uniwersytecie Łotewskim. Cztery lata później obronił doktorat z dziedziny nauk politycznych na tejże uczelni.
Pod koniec lat 80. zaangażował się w działalność Łotewskiego Frontu Ludowego, z ramienia którego został w 1989 wybrany na radnego Windawy. Rok później uzyskał mandat posła Rady Najwyższej Łotewskiej SRR. W parlamencie zasiadał w komisjach obrony narodowej i spraw wewnętrznych.
W 1993 z powodzeniem walczył o reelekcję do Sejmu z list Łotewskiej Drogi. Po raz kolejny mandat posła uzyskiwał w latach 1998 i 2002 z poparciem Dla Ojczyzny i Wolności – Łotewskiego Narodowego Ruchu Niepodległości. W Sejmie pracował w komisjach prawa europejskiego oraz spraw wewnętrznych. W rządzie Valdisa Birkavsa sprawował urząd ministra spraw wewnętrznych (1993–1994). W gabinetach Vilisa Krištopansa, Andrisa Šķēlego, Andrisa Bērziņsa i Einarsa Repšego (1998–2004) był z kolei ministrem obrony narodowej.
W wyborach w 2004 został wybrany na łotewskiego posła do Parlamentu Europejskiego z listy narodowców. Przystąpił do klubu Unii na Rzecz Europy Narodów. W lutym 2008 opuścił szeregi partii, inicjując powstanie nowego ugrupowania o charakterze centrowym pod nazwą Związek Obywatelski, którego został przewodniczącym. W czerwcu 2009 został wybrany na radnego Rygi, uzyskując drugi wynik w mieście (36,5 tys. głosów). Bez powodzenia ubiegał się o urząd burmistrza Rygi, uzyskując na posiedzeniu rady miejskiej 21 głosów.
W wyborach w 2010 ponownie uzyskał mandat do Saeimy. W tym samym roku został ministrem spraw zagranicznych w drugim rządzie Valdisa Dombrovskisa, funkcję tę pełnił do października 2011. Był współprzewodniczącym powstałej m.in. na bazie Związku Obywatelskiego Jedności. Nie wszedł w skład Sejmu XI kadencji. W późniejszym czasie wybierany na radnego Windawy. Został członkiem władz miejskiego portu, zajął się również działalnością konsultingową. We wrześniu 2023 powrócił do łotewskiego parlamentu, obejmując zwolniony mandat posła XIV kadencji.

## Odznaczenia
Został odznaczony m.in. łotewskim Orderem Westharda.